# 爹核士威老路
爹核士威老路（英語：Davisville Avenue）是加拿大安大略省多倫多的一條道路，以莊·爹核士（John Davis）命名。他於1845年在央街夾爹核士威老路開設了爹核士陶器廠（Davis Pottery）。爹核士陶器廠在全加拿大享有盛譽。爹核士用新獲得的財富建造了學校及教堂，並成為了發展中的爹核士威老村（Davisville Village）的第一位郵政局長。爹核士威老路建於20世紀初，是連接央街與規劃中的利西（Leaside）鎮的數條道路之一。它由集連坊（Chaplin Crescent）夾央街開始，向東延續2（1.2英里）至灣景路。